# تترای نقره‌ای
تترای نقره‌ای (Hasemania nana) گونه‌ای از کاراسینان‌های آب شیرین بومی رودخانه‌ها و نهرهای حوزه برزیل رود سائو فرانسیسکو می‌باشد. این ماهی اغلب در آکواریوم نگهداری می‌شود. تتراهای نقره‌ای کمی تهاجمی‌تر از سایر تتراهای کوچکتر و قابل مقایسه هستند.

## مراجع
1. ↑  "Hasemania nana". IUCN Red List of Threatened Species. IUCN.
2. 1 2  Froese, Rainer, and Daniel Pauly, eds. (2018). "Hasemania nana" in FishBase. December 2018 version.